# Johann Muller
Pour les articles homonymes, voir Johann Muller (homonymie) et Muller.

a Compétitions nationales et continentales officielles uniquement.

b Matchs officiels uniquement.
Dernière mise à jour le 18 mai 2014.
Johann Muller, né le 6 janvier 1980 à Mossel Bay (Afrique du Sud), est un joueur de rugby à XV sud-africain. Il évolue au poste de deuxième ligne (2,00 m pour 110 kg).
Ce seconde ligne a fait partie de l'Afrique du Sud qui a remporté la Coupe du monde 2007.

## Biographie
Johann Muller fait ses débuts en Vodacom Cup avec la province du Natal Sharks en 2002. À partir de 2003, il dispute le Super 12 avec la franchise des Sharks avec qui il jouera jusqu'en 2010. Avec les Sharks, il finit second du Super 14 2007. En janvier 2010, il signe avec la province d'Ulster dont il est nommé capitaine
Il connaît sa première sélection le 10 juin 2006, contre l'Écosse à Durban (victoire 36 - 16) mais s'il est régulièrement convoqué avec les Springboks par la suite, il reste dans l'ombre de Victor Matfield et de Bakkies Botha. En 24 sélections, il n'a été que 10 fois titulaire, et 1 fois capitaine. Le 14 juillet 2007 à Christchurch contre la Nouvelle-Zélande pendant le Tri nations, il est nommé capitaine d'une équipe composée en majorité de remplaçants (défaite 6 - 33). Retenu pour disputer la Coupe du monde 2007, il dispute quatre matchs du tournoi, sans jamais débuter, toujours barré par le duo Matfield et Botha. Il remporte avec l'Afrique du Sud la Coupe du monde 2007. Cependant, après seulement un test match après la victoire dans le tournoi, il est rapidement écarté des Springboks par le nouveau sélectionneur Peter de Villiers. Ce n'est que deux ans plus tard en 2009 qu'il est de nouveau titularisé, puis attend de nouveau deux ans avant d'être titularisé, pour la Coupe du monde de rugby à XV 2011, compétition pour laquelle il est de nouveau retenu.

## Carrière

### En club
- Sharks

Finaliste du Super 14 avec les Sharks en 2007, il a disputé 15 matchs et marqué 1 essai.
Il a disputé 13 matchs de Super 14 avec les Sharks en 2006, 8 et 10 matchs de Super 12 respectivement en 2005 et 2004.
- Ulster

Muller rejoint l'Ulster au début de la Celtic League 2010-2011. Il en devient le capitaine. Plusieurs blessures viennent réduire progressivement son temps de jeu et il décide de mettre fin à sa carrière à la fin de la saison 2013-2014 du Pro12 durant laquelle l'Ulster se qualifie pour les demi-finales, mais est battu par le Leinster. Sa dernière saison est saluée par une apparition dans l'équipe-type de la saison.

### En équipe nationale
Il a connu sa première sélection le 10 juin 2006, contre l'Écosse à Durban (victoire 36 - 16).
Il a été une fois capitaine de la sélection le 14 juillet 2007 à Christchurch contre la Nouvelle-Zélande (défaite 6 - 33)
Il a fait partie de la sélection de l'Afrique du Sud qui dispute le Tri-nations 2006, le Tri-nations 2007 et la Coupe du monde 2007.

## Palmarès
au 30 novembre 2012:
- Champion du monde de rugby 2007
- 24 sélections en équipe nationale.
- 82 matchs de Super 12/Super 14
- 38 matchs de Currie Cup